# Melanella zugnigae
Melanella zugnigae is een slakkensoort uit de familie van de Eulimidae. De wetenschappelijke naam van de soort is voor het eerst geldig gepubliceerd in 2001 door Espinosa, Ortea & Magaña.